# Desmeocraera sagittata
Desmeocraera sagittata är en fjärilsart som beskrevs av M.Gaede 1930. Desmeocraera sagittata ingår i släktet Desmeocraera och familjen tandspinnare. Inga underarter finns listade i Catalogue of Life.